# 5lo
5lo је рачунарски вирус који конзумира меморију тако што се уписује на крај EXE извршних фајлова који се покрену на зараженом рачунару. Величина заражених фајлова се повећава за око 1 килобајт а вирусом бива заражен и сваки други рачунар на коме се покрене неки од заражених фајлова. Откривен је октобра 1992. године.

## Дејство
Након што је једном покренут, вирус се локализује у радној меморији користећи инструкцију INT 21, AX=3521h. Сваки извршни фајл који је након овога покренут ће бити заражен тако што ће вирус додати свој код и поруку променљиве садржине на његов крај. Након овога, вирус мења време настанка фајла на време када је заражен а такође и његово поље 0Ch у заглављу фајла на FFAAh. Дужина инфицираног дела фајла се креће од 1000 до 1100 бајта, а најчешћа дужина је 1032 бајта. Где год је неки заражени фајл покренут, вирус се пребаци у радну меморију.
Вирус инфицира један фајл само једном, а у меморији може постојати само једна његова инстанца.
Најћешћа порука коју вирус додаје на непосредан крај фајла је:

92.05.24.5lo.2.23MZ

Друге поруке се садрже у самом вирусу.
Вирус инстанциран у меморији се не може наћи помоћу MEM /C. Ово је због тога што се вирус инсталира тако да га покреће сам оперативни систем. Слободна меморија се смањи за око 2 килобајта.